# Јамајка на Светском првенству у атлетици на отвореном 2013.
Јамајка је учествовала на 14. Светском првенству у атлетици на отвореном 2013. одржаном у Москви од 10. до 18. августа четрнаести пут, односно учествовала је на свим првенствима до данас. Јамајка је пријавила 45 учесника (22 мушкарца и 23 жене) који су се такмичили у 20 дисциплина (10 мушких и 10 женских). ,
На овом првенству Јамајка је по броју освојених медаља заузела 3. место са девет освојених медаља (шест златних, две сребрне и једна бронзана).
Поред медаља, Јамајка је остварила и следеће резултате: један светски рекорд сезоне, два национална рекорда, два национална рекорда сезоне, девет личних рекорда и шест личних рекорда сезоне. 
У табели успешности према броју и пласману такмичара који су учествовали у финалним такмичењима (првих 8 такмичара) Јамајка је са 19 учесника у финалу заузела 5. место са 100 бодова.
| Плас. | Земља   | 1. место | 2. место | 3. место | 4. место | 5. место | 6. место | 7. место | 8. место | Бр. финал. | Бод. |
| ----- | ------- | -------- | -------- | -------- | -------- | -------- | -------- | -------- | -------- | ---------- | ---- |
| 5.    | Јамајка | 6        | 2        | 1        | 4        | 2        | 0        | 0        | 4        | 19         | 100  |

## Учесници
| Мушкарци: - Јусејн Болт — 100 м, 200 м, 4х100 м - Кемар Бејли Кол — 100 м, 4х100 м - Неста Картер — 100 м, 4х100 м - Никел Ашмид — 100 м, 4х100 м - Ворен Вир — 200 м, 4х100 м - Jason Livermore — 200 м - Џавер Бел — 400 м, 4х400 м - Џавон Франсис — 400 м, 4х400 м - Омар Џонсон — 400 м, 4х400 м - Рашин Макдоналд — 4х400 м - Едино Стил — 4х400 м - Ендру Рајли — 110 м препоне - Хансл Парчмент — 110 м препоне - Dwight Thomas — 110 м препоне - Иса Филипс — 400 м препоне - Лефорд Грин — 400 м препоне - Ансерт Вајт — 400 м препоне - Oshane Bailey — 4х100 м - Akheem Gauntlett — 4х400 м - Дамар Форб — Скок удаљ - О’Дејн Ричардс — Бацање кугле - Рејмонд Браун — Бацање кугле | Жене: - Шели Ен Фрејзер-Прајс — 100 м, 200 м, 4х100 м - Керон Стјуарт — 100 м, 4х100 м - Шилони Калверт — 100 м, 4х100 м - Шери-Ен Брукс — 100 м, 4х100 м - Кари Расел — 4х100 м - Наташа Морисон — 4х100 м - Anneisha McLaughlin — 200 м - Патриша Холс — 200 м, 400 м - Новлин Вилијамс-Милс — 400 м - Стефани Ен Макферсон — 400 м - Natoya Goule — 800 м - Шермејн Вилијамс — 100 м препоне - Данијела Вилијамс — 100 м препоне, 4х100 м - Andrea Bliss — 100 м препоне - Никеша Вилсон — 400 м препоне - Ристанана Трејси — 400 м препоне - Danielle Dowie — 400 м препоне - Калис Спенсер — 400 м препоне, 4х400 м - Роузмари Вајт — 4х400 м - Анастасија Ле-Рој — 4х100 м - Кристин Деј — 4х400 м - Франсин Симпсон — Скок удаљ - Кимберли Вилијамс — Троскок |  |

## Освајачи медаља

### Злато (6)
- Јусејн Болт — 100 м
- Јусејн Болт — 200 м
- Неста Картер, Кемар Бејли Кол, 
 Ворен Вир²*, Oshane Bailey*, 
 Никел Ашмид², Јусејн Болт² — штафета 4 х 100 м
- Шели Ен Фрејзер-Прајс — 100 м
- Шели Ен Фрејзер-Прајс — 200 м
- Кари Расел, Керон Стјуарт², 
 Шилони Калверт², Шери-Ен Брукс²*, 
 Шели Ен Фрејзер-Прајс², Наташа Морисон** — штафета 4 х 100 м

### Сребро (2)
- Ворен Вир — 200 м
- Рашин Макдоналд, Џавер Бел²*, 
 Едино Стил, Џавон Франсис, 
 Омар Џонсон² - штафета 4 х 400 м

### Бронза (1)
- Неста Картер — 100 м

## Резултати

### Мушкарци
| Атлетичар                                                                            | Дисциплина    | Лични рекорд         | Предтакмичење  | Предтакмичење  | Квалификације           | Квалификације           | Полуфинале            | Полуфинале           | Финале    | Финале | Детаљи |
| Атлетичар                                                                            | Дисциплина    | Лични рекорд         | Резултат       | Место          | Резултат                | Место                   | Резултат              | Место                | Резултат  | Место  | Детаљи |
| ------------------------------------------------------------------------------------ | ------------- | -------------------- | -------------- | -------------- | ----------------------- | ----------------------- | --------------------- | -------------------- | --------- | ------ | ------ |
| Јусејн Болт                                                                          | 100 м         | 9,58 (+0,9 м/с) НР   | слободни       | слободни       | 10,07 КВ                | 1. у гр 7               | 9,92 КВ               | 1. у гр 3            | 9,77 ЛРС  |        |        |
| Кемар Бејли Кол                                                                      | 100 м         | 9,96                 | слободни       | слободни       | 10,02 КВ                | 1. у гр 1               | 9,93 КВ, ЛР           | 2. у гр 2            | 9,98      | 4 / 76 |        |
| Неста Картер                                                                         | 100 м         | 9,78                 | слободни       | слободни       | 10,11 КВ                | 1. у гр 2               | 9,97                  | 2. у гр 1            | 9,95      |        |        |
| Никел Ашмид                                                                          | 100 м         | 9,93                 | слободни       | слободни       | 10,12 КВ                | 2. у гр 6               | 9,90 КВ, ЛР           | 1. у гр 2            | 9,98      | 5 / 76 |        |
| Јусејн Болт                                                                          | 200 м         | 19,19 (-0,3 м/с)) НР |                |                | 20,66 КВ                | 1. у гр 7               | 20,12 КВ              | 1. у гр 2            | 19,66 СРС |        |        |
| Ворен Вир                                                                            | 200 м         | 19,79                | 20,34 КВ       | 1. у гр 3      | 20,20 КВ                | 2. у гр 1               | =19,79 ЛР             |                      |           |        |        |
| Никел Ашмид                                                                          | 200 м         | 19,85                | 20,54 КВ       | 2. у гр 4      | 20,00 КВ, ЛРС           | 2. у гр 3               | 20,05                 | 4 / 55 (56)          |           |        |        |
| Jason Livermore                                                                      | 200 м         | 20,13                | 20,59 КВ       | 2. у гр 5      | 20,46                   | 5. у гр 2               | Није се квалификовао  | 12 / 55 (56)         |           |        |        |
| Џавер Бел                                                                            | 400 м         | 45,08                | 45,20 КВ       | 3. у гр 5      | 45,77                   | 7. у гр 3               | Нису се квалификовали | 17 / 32 (35)         |           |        |        |
| Џавон Франсис                                                                        | 400 м         | 45,24                | 45,37 КВ       | 3. у гр 5      | 45,62                   | 7. у гр 3               | Нису се квалификовали | 15 / 32 (35)         |           |        |        |
| Омар Џонсон                                                                          | 400 м         | 45,50                | 45,97 кв       | 5. у гр 4      | 45,89                   | 6. у гр 2               | Нису се квалификовали | 19 / 32 (35)         |           |        |        |
| Ендру Рајли                                                                          | 110 м препоне | 13,14                | 13,27 КВ       | 3. у гр 4      | 13,30 кв                | 4. у гр 2               | 13,51                 | 8 / 33 (34)          |           |        |        |
| Хансл Парчмент                                                                       | 110 м препоне | 13,05 (+0,9 м/с) НР  | 13,43 кв       | 5. у гр 1      | Није завршио трку       | Није завршио трку       | Није се квалификовао  | Није се квалификовао |           |        |        |
| Dwight Thomas                                                                        | 110 м препоне | 13,27                | Није стартовао | Није стартовао | Није се квалификовао    | Није се квалификовао    | Није се квалификовао  | Није се квалификовао |           |        |        |
| Иса Филипс                                                                           | 400 м препоне | 49,35                | 49,57 КВ       | 2. у гр 5      | 49,28 ЛРС               | 5. у гр 1               | Нису се квалификовали | 13 / 33 (34)         |           |        |        |
| Лефорд Грин                                                                          | 400 м препоне | 49,52                | 49,45 КВ       | 2. у гр 4      | 48,88 ЛРС               | 3. у гр 2               | Нису се квалификовали | 10 / 35 (37)         |           |        |        |
| Ансерт Вајт                                                                          | 400 м препоне | 49,30                | 49,63 КВ       | 3. у гр 3      | 49,17 ЛР                | 4. у гр 3               | Нису се квалификовали | 11 / 35 (37)         |           |        |        |
| Неста Картер Кемар Бејли Кол Ворен Вир²* Oshane Bailey* Никел Ашмид² Јусејн Болт²    | 4 х 100 м     | 36,84 НР             | 38,17 КВ       | 2. у гр 1      |                         |                         | 37,36 СРС             |                      |           |        |        |
| Рашин Макдоналд Џавер Бел²* Едино Стил Џавон Франсис Омар Џонсон² Akheem Gauntlett** | 4 х 400 м     | 2:56,75 НР           | 3:00,41 КВ     | 2. у гр 1      | 2:59,88 НРС             |                         |                       |                      |           |        |        |
| Дамар Форб                                                                           | Скок удаљ     | 8,25                 | 7,96 кв        | 3. у гр А      | 8,02                    | 8 / 28 (29)             |                       |                      |           |        |        |
| О’Дејн Ричардс                                                                       | Бацање кугле  | 20,97                | 19,08          | 10. у гр А     | Није се квалификовао    | 20 / 29                 |                       |                      |           |        |        |
| Рејмонд Браун                                                                        | Бацање кугле  | 20,13                | Није стартовао | Није стартовао | Није је се квалификовао | Није је се квалификовао |                       |                      |           |        |        |

- Атлетичари у штафети означени једном звездицом учествовали су квалификацијама а такмичари означени са две звездице су били резерва.
- Атлетичари означени бројем учествовали су у више дисциплина.

### Жене
| Атлетичарка                                                                                       | Дисциплина    | Лични рекорд        | Квалификације                    | Квалификације                    | Полуфинале            | Полуфинале            | Финале                | Финале                | Детаљи         |
| Атлетичарка                                                                                       | Дисциплина    | Лични рекорд        | Резултат                         | Место                            | Резултат              | Место                 | Резултат              | Место                 | Детаљи         |
| ------------------------------------------------------------------------------------------------- | ------------- | ------------------- | -------------------------------- | -------------------------------- | --------------------- | --------------------- | --------------------- | --------------------- | -------------- |
| Шели Ен Фрејзер-Прајс                                                                             | 100 м         | 10,70 (+0,1 м/с) НР | 11,15 КВ                         | 1. у гр. 4                       | 10,87 КВ              | 1. у гр. 3            | 10,71 СРС             |                       | [ мртва веза ] |
| Керон Стјуарт                                                                                     | 100 м         | 10,75               | 11,02 КВ                         | 1. у гр. 2                       | 10,97 КВ              | 2. у гр. 3            | 10,97                 | 5 / 45 (46)           | [ мртва веза ] |
| Шилони Калверт                                                                                    | 100 м         | 10,75               | 11,20 КВ                         | 3. у гр. 5                       | 11,28                 | 2. у гр. 3            | Нису се квалификовале | 12 / 45 (46)          |                |
| Шери-Ен Брукс                                                                                     | 100 м         | 10,75               | 11,32 КВ                         | 3. у гр. 3                       | 11,40                 | 6. у гр. 2            | Нису се квалификовале | 19 / 45 (46)          |                |
| Шели Ен Фрејзер-Прајс                                                                             | 200 м         | 22,09               | 22,78 КВ                         | 1. у гр. 4                       | 22,54 КВ              | 1. у гр. 3            | 22,17                 |                       |                |
| Anneisha McLaughlin                                                                               | 200 м         | 22,54               | 22,78 КВ                         | 2. у гр. 6                       | 27,13                 | 7. у гр. 1            | Нису се квалификовале | 23 / 45 (46)          |                |
| Патриша Хол                                                                                       | 200 м         | 22,51               | 23,25 КВ                         | 2. у гр. 3                       | 23,26                 | 8. у гр. 2            | Нису се квалификовале | 21 / 45 (46)          |                |
| Новлин Вилијамс-Милс                                                                              | 400 м         | 49,63               | 50,83 КВ                         | 2. у гр. 4                       | 50,34 кв              | 3. у гр. 2            | 51,49                 | 8 / 35 (36)           |                |
| Стефани Ен Макферсон                                                                              | 400 м         | 49,92               | 50,98 КВ                         | 2. у гр. 2                       | 49,99 кв              | 3. у гр. 3            | 49,99                 | 4 / 35 (36)           |                |
| Патриша Хол                                                                                       | 400 м         | 50,71               | 52,20 КВ                         | 3. у гр. 5                       | 52,62                 | 8. у гр. 1            | Није се квалификовала | 24 / 35 (36)          |                |
| Natoya Goule                                                                                      | 800 м         | 1:59,93             | 2:00,93                          | 4. у гр. 3                       | Није се квалификовала | Није се квалификовала | Није се квалификовала | 18 / 32               |                |
| Шермејн Вилијамс                                                                                  | 100 м препоне | 12,78               | 13,09 КВ                         | 3. у гр. 3                       | 12,93 ЛРС             | 4. у гр. 2            | Нису се квалификовале | 14 / 36 (37)          |                |
| Данијела Вилијамс                                                                                 | 100 м препоне | 12,69               | 13,11 КВ                         | 3. у гр. 3                       | 13,13                 | 6. у гр. 3            | Нису се квалификовале | 20 / 36 (37)          |                |
| Andrea Bliss                                                                                      | 100 м препоне | 12,82               | 13,20 кв                         | 6. у гр. 2                       | 12,92                 | 5. у гр. 1            | Нису се квалификовале | 13 / 36 (37)          |                |
| Никеша Вилсон                                                                                     | 400 м препоне | 53,97               | 55,75 КВ                         | 3. у гр. 2                       | 54,94 кв, ЛРС         | 5. у гр. 1            | 57,34                 | 8 / 35(46)            |                |
| Ристанана Трејси                                                                                  | 400 м препоне | 54,52               | 55,94 кв                         | 5. у гр. 3                       | 55,43                 | 5. у гр. 3            | Није се квалификовала | 12 / 35(46)           |                |
| Danielle Dowie                                                                                    | 400 м препоне | 54,94               | 57,03                            | 6. у гр. 4                       | Није се квалификовала | Није се квалификовала | Није се квалификовала | 22 / 35(46)           |                |
| Калис Спенсер                                                                                     | 400 м препоне | 52,79               | Дисквалификована по чл. 168.7(а) | Дисквалификована по чл. 168.7(а) | Није се квалификовала | Није се квалификовала | Није се квалификовала | Није се квалификовала |                |
| Кари Расел Керон Стјуарт² Шилони Калверт² Шери-Ен Брукс²* Шели Ен Фрејзер-Прајс² Наташа Морисон** | 4 х 100 м     | 41,41 НР            | 41,87 КВ НРС                     | 1. у гр 1                        |                       |                       | 41,29 РСП, НР         |                       |                |
| Роузмари Вајт Калис Спенсер² Анастасија Ле-Рој Кристин Деј                                        | 4 х 400 м     | 3:18,71 НР          | Дисквалификована чл. 163,3(a)    | Дисквалификована чл. 163,3(a)    | Нису се квалификовале | Нису се квалификовале |                       |                       |                |
| Франсин Симпсон                                                                                   | Скок удаљ     | 6,67                | Без пласмана                     | Без пласмана                     | Нису се квалификовале | Нису се квалификовале |                       |                       |                |
| Кимберли Вилијамс                                                                                 | Троскок       | 14,53               | 14,36 КВ                         | 10. у гр А                       | 14,62 ЛР              | 4 / 21                |                       |                       |                |

- Атлетичарке у штафети означене са једном звездицом су учествовале у квалификацијама трке штафета.
- Атлетичарка у штафети означена са две звездице била је резерва и није учествовала у трци штафете.
- Атлетичарке означене бројевима су учествовале у више дисциплина.